# میکووایکی
میکووایکی (لهستانی: Mikołajki؛ ‏ [mʲikɔˈwai̯kʲi]) شهری در شهرستان مرانگووو واقع در استان وارمی-ماسوری لهستان است که ۳٬۸۵۲ نفر جمعیت دارد (آمار ۲۰۱۷). این شهر در کنار شنیاردوی قرار دارد که بزرگ‌ترین دریاچهٔ منطقه دریاچه‌ای مازوری و کشور لهستان است.
نخستین اشاره به نام این شهر به سال ۱۴۴۴ میلادی بازمی‌گردد که شهری کلیسایی بود و به نیکلاس قدیس نسبت داده شده‌است.
این شهر با وارنا در لیتوانی خواهرخوانده است.